# Rosekruciánské pamflety

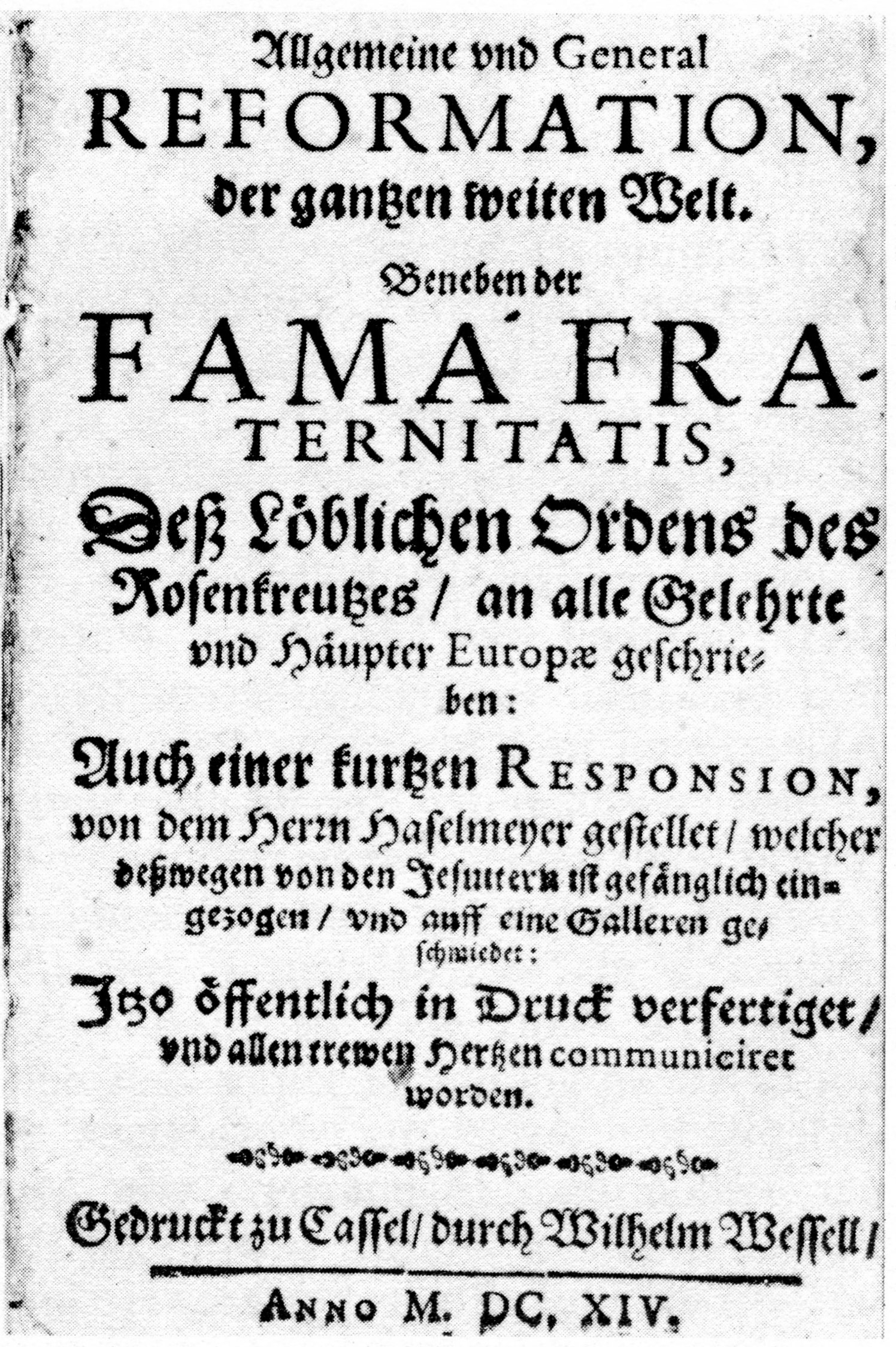
První strana Famy Fraternitas ve vydání z roku 1614

Rosekruciánské pamflety, též rosekruciánské manifesty, jsou souborem několika textů o údajném rosekruciánském Bratrstvu, jeho dějinách, schopnostech a cílech. Byly vydávány v Německu mezi lety 1614 a 1617, a zahrnují především díla Fama Fraternitatis „Zpráva o Bratrstvu“ a Confessio Fraternitati „Vyznání Bratrstva“, na které pak navazuje Chymische Hochzeit Christiani Rosenkreutz Anno 1459 „Chymická svatba Christiana Rosenkreutze léta páně 1459“ z roku 1616. Myšlenky pamfletů jsou založeny na syntéze křesťanství, především luteránství, a esoterického chápání Přírody, především na alchymii. Významně se v nich odráží Paracelsovo dílo, Monas hieroglyphica Johna Dee a De arte cabalistica Johanna Reuchlina.
Manifesty se dočkaly velkého pozitivního i negativního ohlasu, během prvních šesti let vyšlo přes dvě stě reakcí, na začátku 18. století už jich bylo zhruba osm set. Negativní reakce chápaly tyto pamflety jako díla spojená s kacířstvím nebo politickou agitací, pozitivnější je spojovala s dávnou esoterickou moudrostí, především pak s alchymií a hermetismem. Ve skutečnosti ale Bratrstvo v těchto textech nejspíše vůbec neexistovalo a autorem textů byli členové Učené a křesťanské společnosti založené v roce 1610 luteránským teologem Johannem Valentinem Andreaem, přičemž je pravděpodobné, že první dvě díla vznikla kolektivně, zatímco Chymickou svatbu napsal Andreae sám.  

## Dějiny
Rukopisy Famy Fraternitas kolovaly Tyrolskem už zhruba od roku 1610 a zde se sním seznámil alchymista Adam Haselmayer, který v březnu 1612, vydal text Auch einer kurtzen Responsion, „Ještě jedna krátká odpověď”, který pochvalně reaguje na rosekruciánské myšlenky. Vydání bylo nejspíše financováno Augustem, knížetem z Anhalt-Plötzkau, text pak vycházel z Lutherových a především Paracelsových myšlenek. V roce 1614 pak byly v jednom svazku v německém Kasselu kromě Odpovědi vydány ještě další dva texty: samotná Fama Fraternitas a  Allgemeine und General Reformation der gantzen weiten Welt „Všeobecná a univerzální náprava celého světa”,  převzatá pasáž z díla Ragguagli di Parnaso „Novinky z Parnassu“ Trajana Boccaliniho. Téhož roku došlo ještě k jednomu vydání, které bylo doplněno o další „odpověď“ rosekruciánským bratřím. V dalším vydání, z roku 1615, byl vypuštěn Bocalliniho text, ale bylo přidáno Consideratio brevis Phillipa Gabelly, vycházející z díla Johna Dee Monas hieroglyphica, a především Confessio Fraternitatis „Vyznání Bratrstva“, sepsané latinsky. Do roku 1617 vyšlo celkem devět německých vydání manifestů, každé s menšími úpravami. V roce 1616 byla navíc byla ve Štrasburku vydána Chymische Hochzeit Christiani Rosenkreutz Anno 1459 „Chymická svatba Christiana Rosenkreutze“.

## Obsah
Fama Fraternitas je krátký text, který začíná poukazem na významný dar Boha člověku, schopnost číst v Knize přírody, a o přicházející všeobecné nápravě spojené s osobou „našeho bratra C. R., Němce rodem, vůdce a původce našeho Bratrstva“. Ten měl být od útlého věku vychováván v klášteře a následně se vydat na pouť do Jeruzaléma, která však nakonec skončila v Damašku. Tam se R. C. setkal s místními mudrci, naučil se fyzice, matematice a arabštině a poté se vypravil do Egypta a Maroka. Když se ale navrátil do Evropy tak se mu učenci pro svůj konzervatismus vysmáli a odmítli jeho Axiomata. Pozitivně je však zmiňováno Paracelsovo dílo. R. C. se nakonec usadil v rodném Německu, kde se věnoval studiu matematiky a výrobě jemných přístrojů a po pěti letech s dalšími třemi bratry založil Bratrstvo, které mělo sto let zůstat v utajení. Autoři Famy se prezentují jako třetí generace této společnosti, kteří mají odhalit rosekruciánské myšlenky veřejnosti. Hlásí se k víře v Ježíše Krista, ale očištěné od pověr, k přijímání podobojí, a věrnosti Svaté říši římské.
Confessio Fraternitatis odmítá obvinění z kacířství i úkladů proti světské moci, zároveň pak odsuzuje papežství a islám jako provinilce proti Kristově vůli a nabízí vládcům Říše modlitby, tajemství a zlato Bratrstva. Dále zmiňuje politickou reformu navrhovanou Bratrstvem a nadcházející konec věků, kromě toho text útočí na „falešné alchymisty“ nabízející proměnu zlata namísto duchovního vědění.